# Суит Грас
Окръг Суит Грас (на английски: Sweet Grass County) е окръг в щата Монтана, Съединени американски щати. Площта му е 4823 km², а населението - 3691 души (2017). Административен център е град Биг Тимбър.